# Elyra larusalis
Elyra larusalis är en fjärilsart som beskrevs av Walker 1858. Elyra larusalis ingår i släktet Elyra och familjen nattflyn. Inga underarter finns listade i Catalogue of Life.